# Kanton Longjumeau
Der Kanton Longjumeau ist seit 1800 ein französischer Wahlkreis im Arrondissement Palaiseau, im Département Essonne und in der Region Île-de-France; sein Hauptort ist Longjumeau. Vertreterin im Generalrat des Départements ist seit 2008 Marianne Duranton (zunächst UMP, später PR).
Der Kanton Longjumeau liegt im Mittel 68 Meter über dem Meeresspiegel, zwischen 36 Meter in Épinay-sur-Orge und 93 Meter in Longjumeau.

## Gemeinden
Der Kanton besteht aus acht Gemeinden mit insgesamt 69.839 Einwohnern (Stand: 1. Januar 2022) auf einer Gesamtfläche von 39,03 km²:
| Gemeinde            | Einwohner 1. Januar 2022 | Fläche km² | Dichte Einw./km² | Code INSEE | Postleitzahl |
| ------------------- | ------------------------ | ---------- | ---------------- | ---------- | ------------ |
| Ballainvilliers     | 4.838                    | 4,01       | 1.206            | 91044      | 91160        |
| Champlan            | 2.606                    | 3,68       | 708              | 91136      | 91160        |
| Épinay-sur-Orge     | 10.626                   | 4,44       | 2.393            | 91216      | 91360        |
| La Ville-du-Bois    | 8.140                    | 3,62       | 2.249            | 91665      | 91140        |
| Linas               | 7.310                    | 7,51       | 973              | 91339      | 91310        |
| Longjumeau          | 20.470                   | 4,84       | 4.229            | 91345      | 91160        |
| Montlhéry           | 9.238                    | 3,28       | 2.816            | 91425      | 91310        |
| Saulx-les-Chartreux | 6.611                    | 7,65       | 864              | 91587      | 91160        |
| Kanton Longjumeau   | 69.839                   | 39,03      | 1.789            | 9111       | –            |

Bis zur Neuordnung bestand der Kanton Longjumeau aus den 4 Gemeinden Épinay-sur-Orge, Longjumeau, Villemoisson-sur-Orge und Villiers-sur-Orge. Sein Zuschnitt entsprach einer Fläche von 13,37 km2.

## Geschichte
Der Kanton Longjumeau wurde im Jahr 1800 mit 27 Gemeinden eingerichtet: Ablon (seit 1926 Ablon-sur-Seine), Athis, Ballainvilliers, Bondoufle, Champlan, Chilly-Mazarin, Courcouronnes, Épinay-sur-Orge, Fleury-Mérogis, Grigny, Juvisy-sur-Orge, Longjumeau, Longpont (seit 1951 Longpont-sur-Orge), Massy, Mons, Morangis, Morsang-sur-Orge, Paray, Le Plessis-Pâté, Sainte-Geneviève-des-Bois, Saulx-les-Chartreux, Savigny-sur-Orge, Villemoisson-sur-Orge, Villeneuve-le-Roi, Villiers-sur-Orge, Viry-Châtillon und Wissous. Er gehörte zum Arrondissement Corbeil im Département Seine-et-Oise; heute gehören 25 dieser Gemeinden zum Département Essonne, zwei zum Département Val-de-Marne.
Bondoufle und Courcouronnes wurden bald an den Kanton Corbeil abgegeben, und nach der Fusion von Athis und Mons 1817 blieben nur noch 24 Gemeinden übrig. 1895 wurde Plessis-Pâté an den Kanton Arpajon abgegeben.
1962 wurde der Kanton Teil des neuen Arrondissements Palaiseau (Dekret vom 7. November 1962). Wenig später (Dekret vom 28. Januar 1964) wurde die Kantonseinteilung des Départements Seine-et-Oise grundlegend geändert und der Kanton Longjumeau in sechs neue Kantone zerlegt: Athis-Mons, Juvisy-sur-Orge, Longjumeau, Massy, Savigny-sur-Orge et Villeneuve-le-Roi. Der neue Kanton Longjumeau enthielt nur noch sechs Gemeinden: Ballainvilliers, Chilly-Mazarin, Longjumeau, Longpont-sur-Orge, Sainte-Geneviève-des-Bois und Villiers-sur-Orge.
Die Reorganisation der Region Paris hatte dann einen weiteren Neuzuschnitt der Kantone zur Folge (Dekret vom 20. Juli 1967): Longjumeau verlor weitere drei Gemeinden, Longpont-sur-Orge, (jetzt Kanton Montlhéry), Sainte-Geneviève-des-Bois und Villiers-sur-Orge (jetzt Kanton Sainte-Geneviève-des-Bois), erhielt aber zwei aus dem Kanton Massy (Champlan et Saulx-les-Chartreux), sodass er nunmehr aus den fünf Gemeinden Ballainvilliers, Champlan, Chilly-Mazarin, Longjumeau und Saulx-les-Chartreux bestand.
Eine weitere Reform im Zusammenhang mit den Wahlen von 1976 (Dekret von 25. November 1975) gab dem Kanton dann den heutigen Zuschnitt: er verlor vier Gemeinden (Chilly-Mazarin an den Kanton Chilly-Mazarin, Ballainvilliers, Champlan und Saulx-les-Chartreux an den Kanton Villebon-sur-Yvette) und erhielt drei aus dem Kanton Sainte-Geneviève-des-Bois (Épinay-sur-Orge, Villemoisson-sur-Orge und Villiers-sur-Orge).

## Bevölkerungsentwicklung
| 1962   | 1968   | 1975   | 1982   | 1990   | 1999   | 2006   |
| ------ | ------ | ------ | ------ | ------ | ------ | ------ |
| 15 146 | 27 377 | 34 041 | 34 517 | 39 660 | 39 987 | 41 848 |